# Виесите
Вие́сите (латыш. Viesīteо файле, ранее Экенграфен, нем. Eckengrafen, также латыш. Ažu) — город в южной части Латвии, административный центр бывшего Виеситского края и Виеситской волости.

## История
Современный Виесите возник в 1890 году на месте бывшей деревушки Ажу (Экенграфен). В 1928 году получил статус города. Город стал быстро развиваться благодаря существовавшей узкоколейной железной дороге, которая проходила через Виесите.

## География
Расположен у западной оконечности длинного и узкого озера Виеситес, из которого вытекает река Залвите, огибающая город с севера. Расстояние до Екабпилса — 32 км, до Риги — 130 км, до границы с Литвой — 31 км.

## Население
В 1969 году в городе проживало 3200 жителей, в 2008 году — 2950 жителей. Характерна естественная убыль населения.
По переписи 2000 года население города составляло 2047 человек, кроме того, 878 жителей было в посёлке Виеситес. Национальный состав:
- латыши —  84,0 % (2458 чел.);
- русские — 14,5 % (425 чел.);
- белорусы — 0,3 % (84 чел.);
- прочие (поляки, украинцы, литовцы) — 1,2 %.

## Промышленность
С советских времён в городе ведётся производство швейных изделий, а также хвойной муки.

## Транспорт

### Автодороги
Через Виесите проходит региональная автодорога P75 Екабпилс — граница Литвы (Нерета). Среди местных автодорог значима V956 Даудзева — Виесите — Апсерде.

### Междугородное автобусное сообщение
Основные маршруты: Виесите — Яунелгава — Рига, Виесите — Акнисте — Субате, Виесите — Екабпилс.

## Известные уроженцы
- Павел Страдыньш — латвийский хирург, академик АН Латвийской ССР.
- Гунарс Даболиньш — начальник Государственной пограничной охраны Латвии.

## Галерея

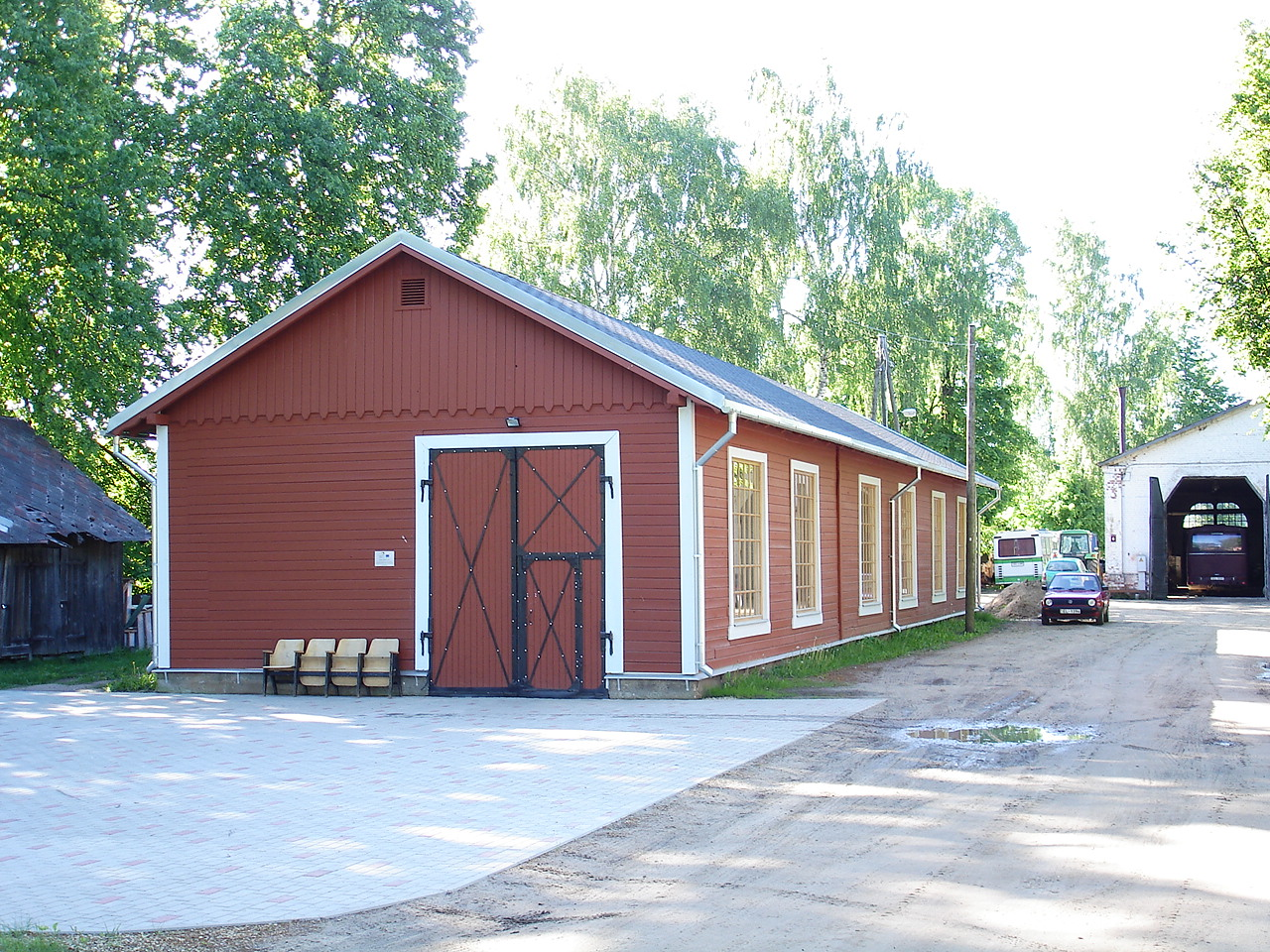
Бывшее депо
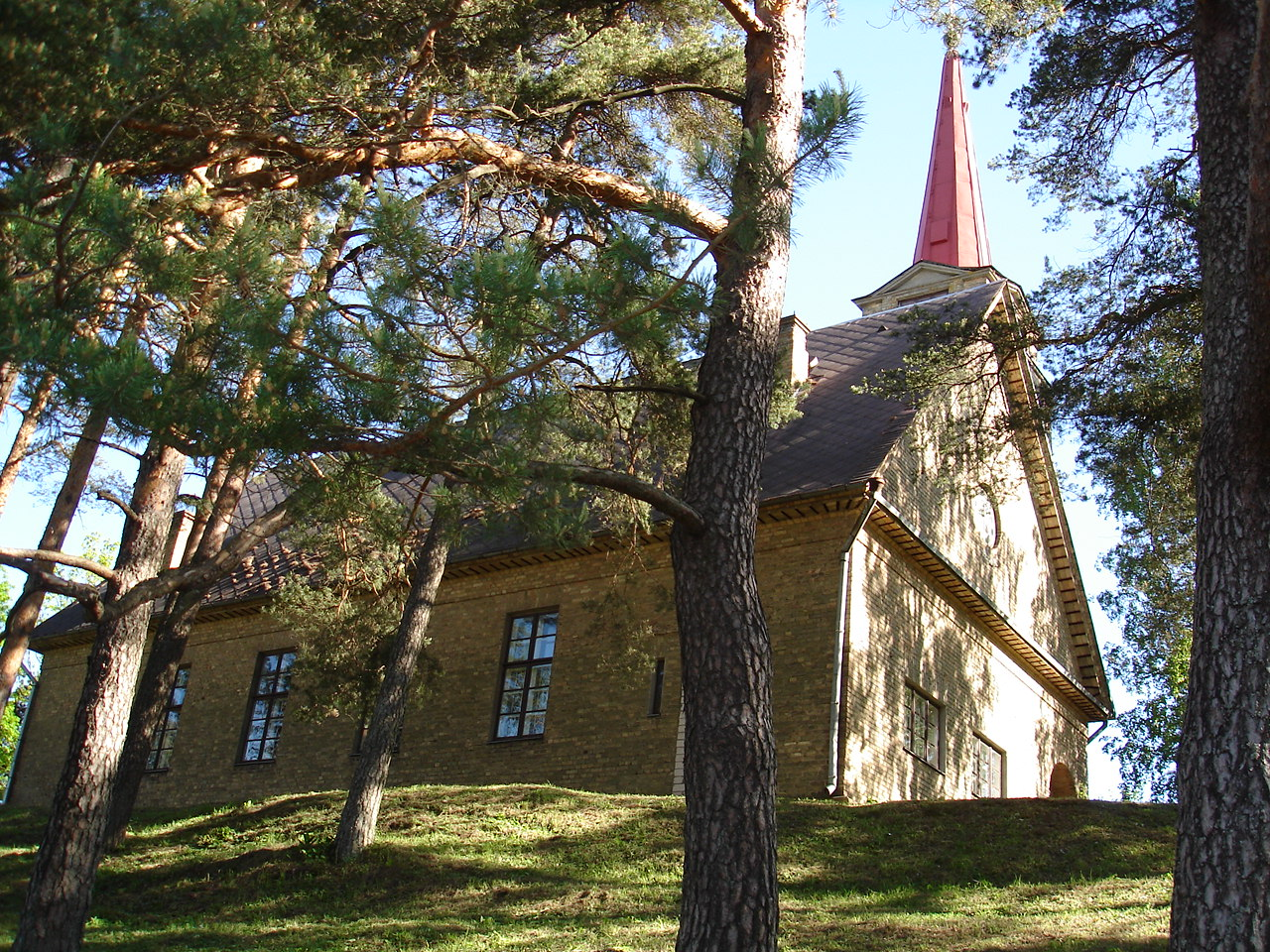
Лютеранская церковь
Дом культуры
Памятник Павлу Страдыньшу
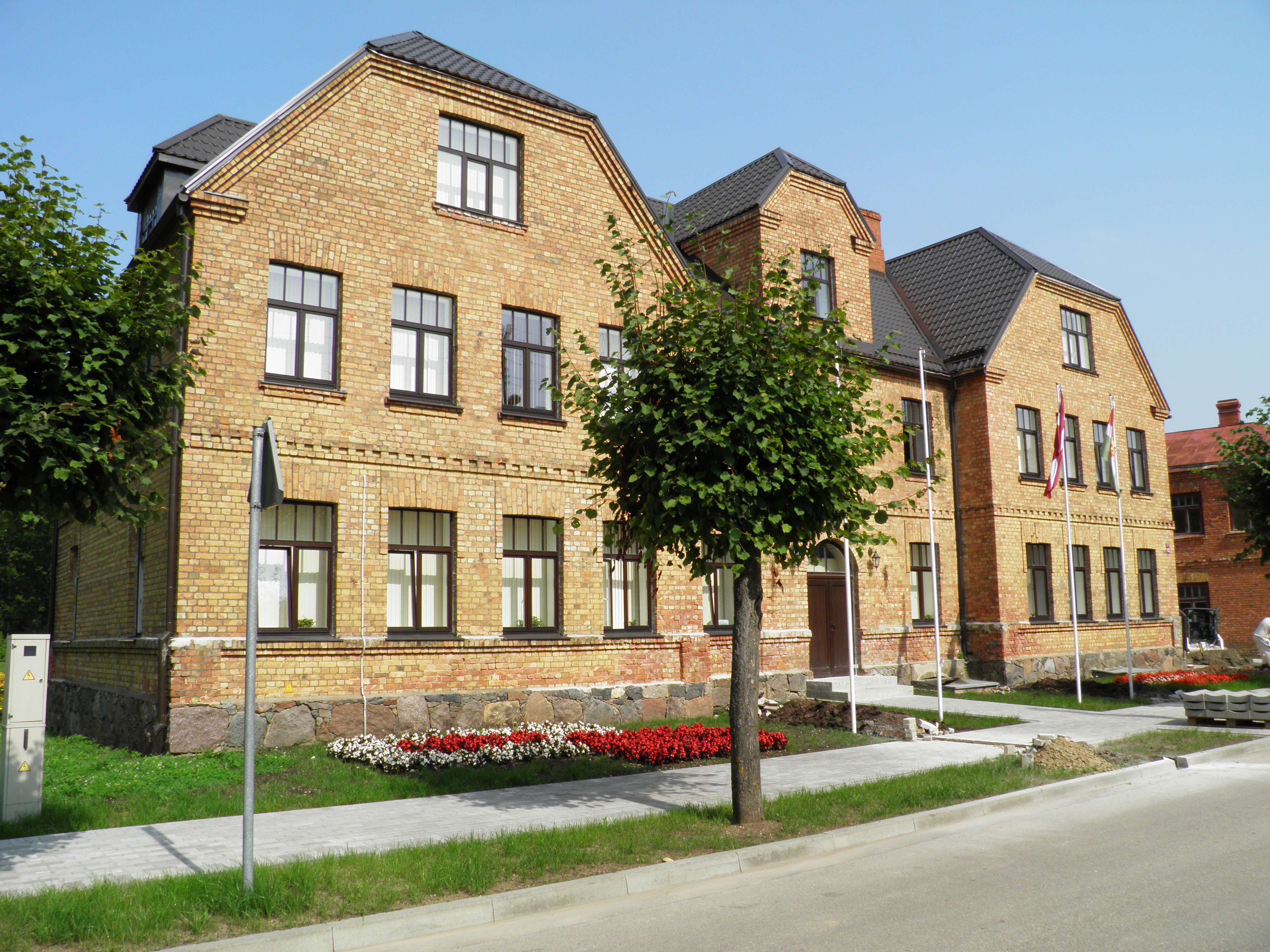
Мэрия
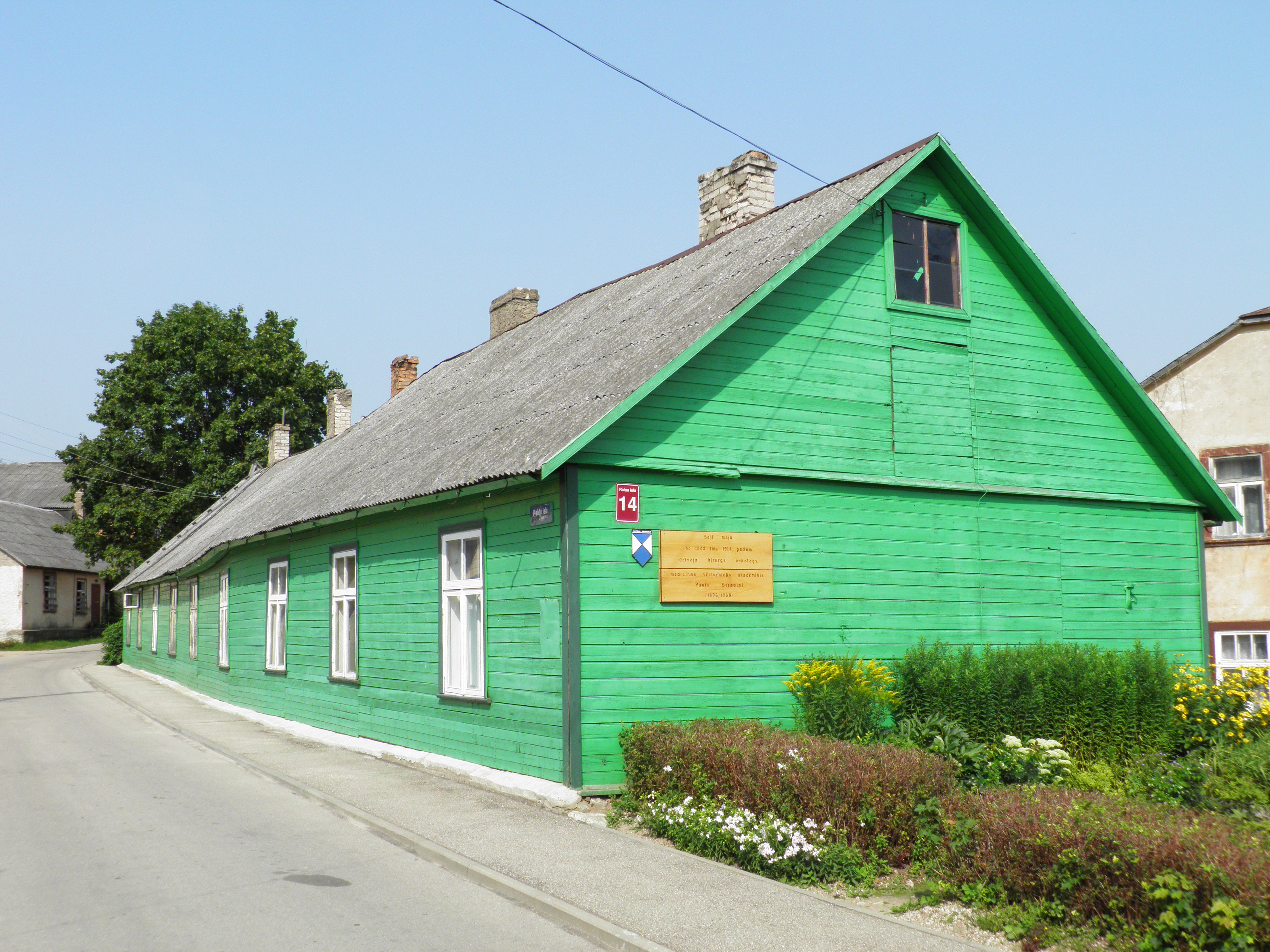
Дом Павла Страдыньша
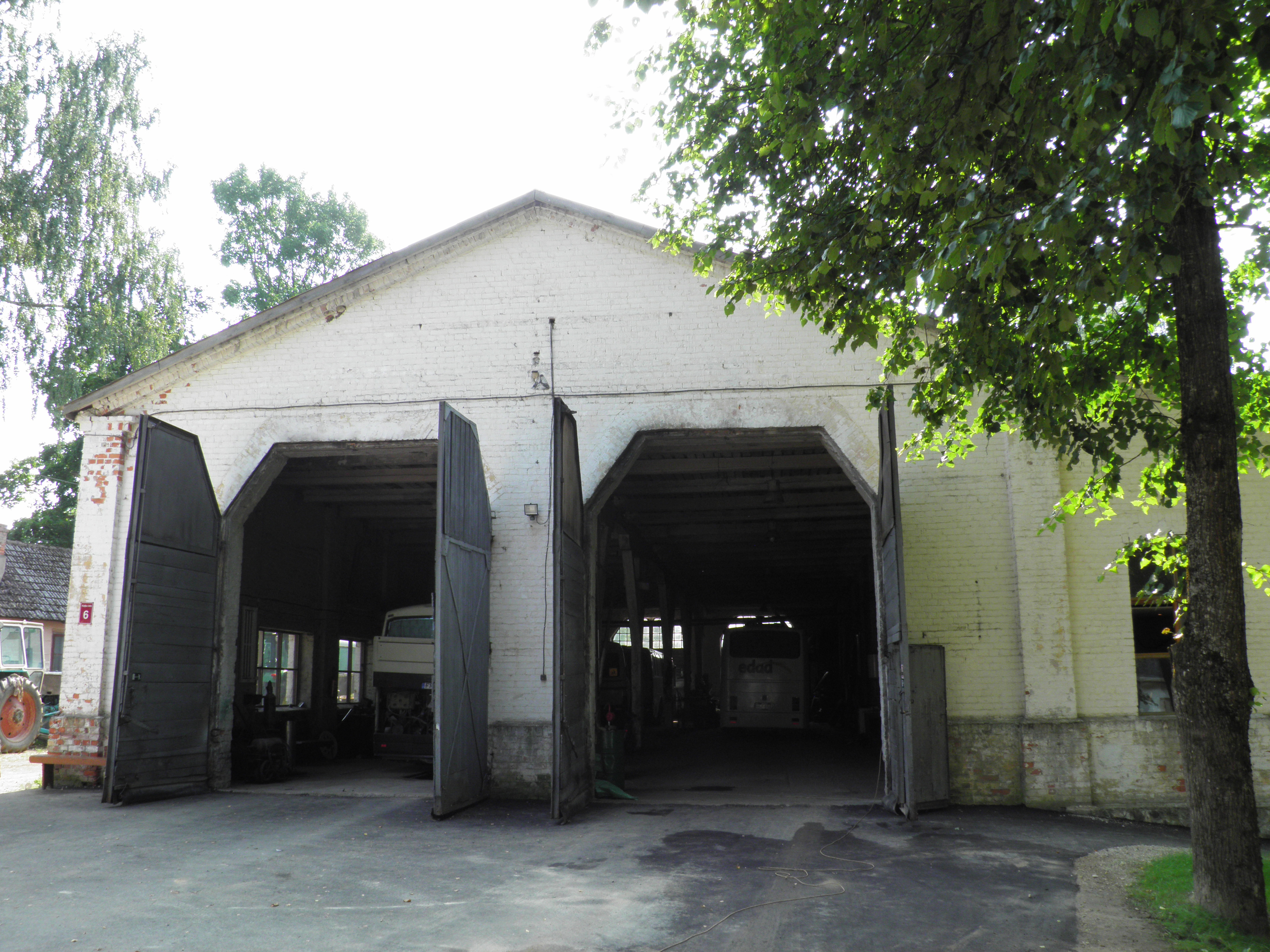
Бывший цех ремонта локомотивов
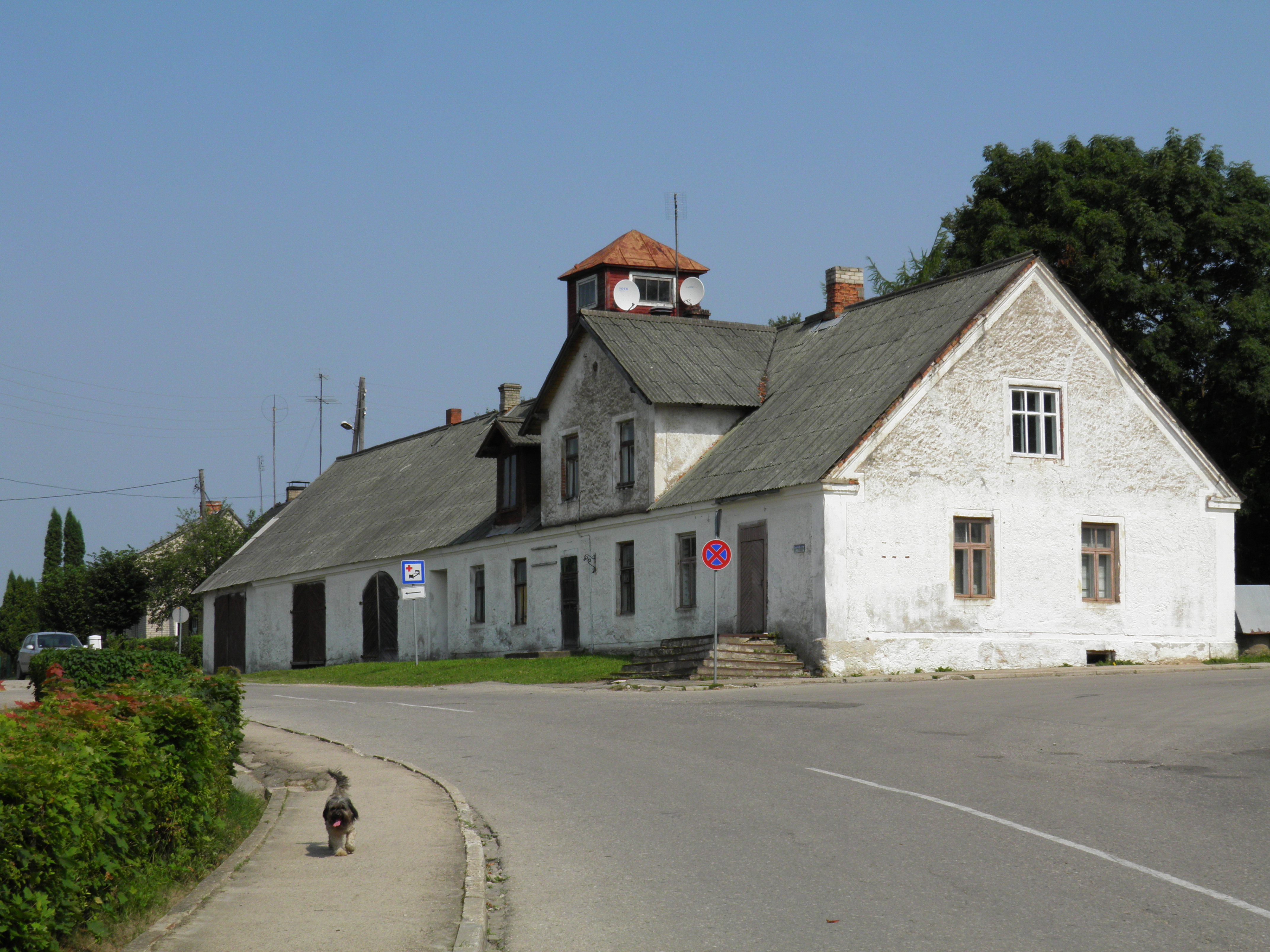
Пожарная станция
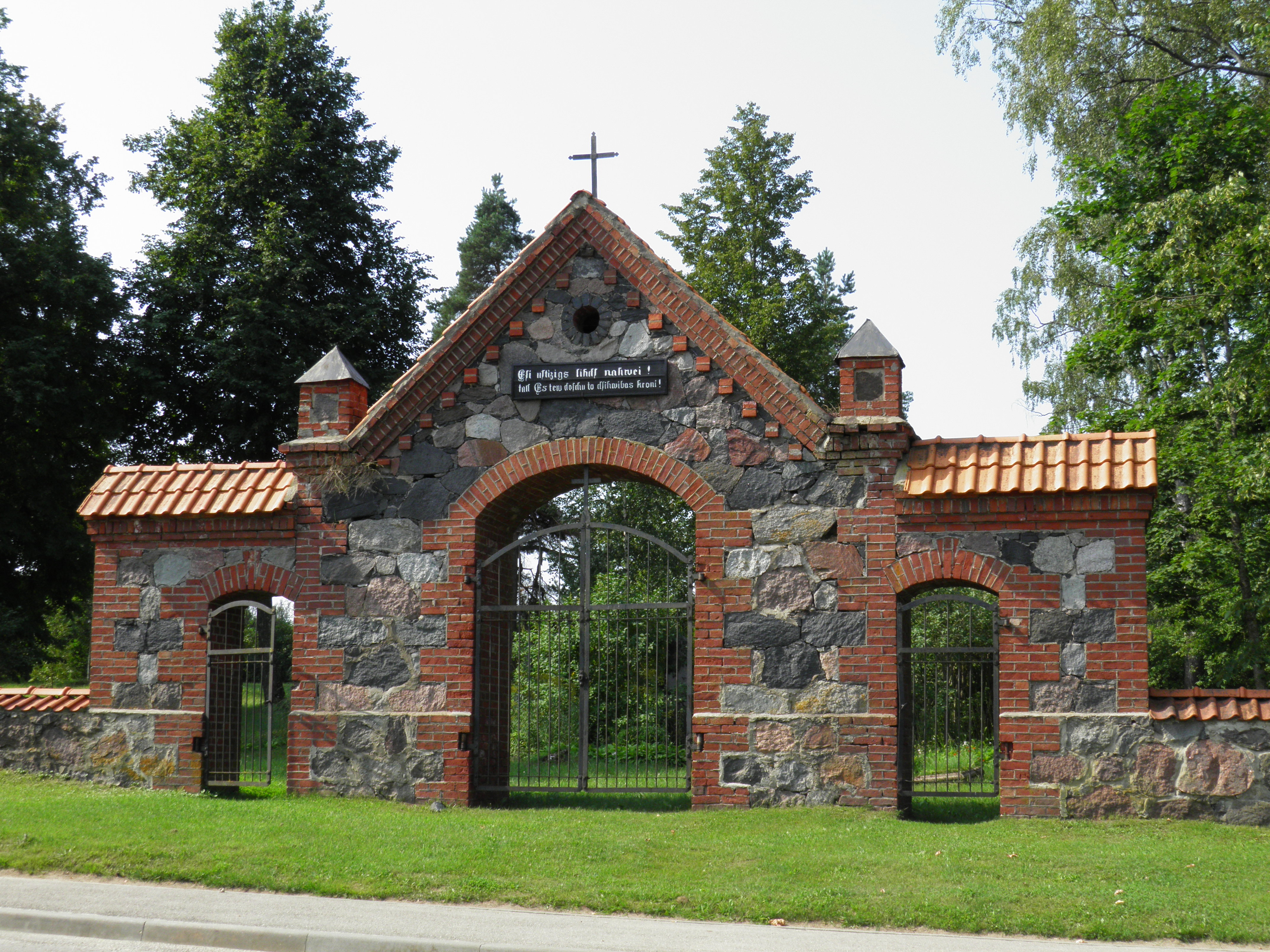
Кладбище